# Зихийская епархия
Зихи́йская (Зи́хская) епа́рхия (Ни́копская епархия, Тама́тархская и Зихи́йская епархия, епархия Зихи́и и Ма́трахи) — древняя православная епархия Константинопольского Патриархата на территории Зихии. Впервые упоминается в начале VI века. Существовала до конца XIV века (как митрополия Зихии и Матрахи).
Епархиальная кафедра находилась в Никопсисе, древнем приморском городе, который, по предположениям, находился южнее Фанагории, между протоками дельты Кубани, в устье р. Нечепсухо (окрестности г. Туапсе). В конце X и в XI веке кафедра объединённой архиепископии Таматархи и Зихии находилась в Таматархе. В XII веке кафедра была возвращена в Никопсис.

## История
Всего в Зихии известны четыре древние епархии, имевшие центры в Зихо́поле (Ζυγόπολις) или Зихи́и (Ζιχία), в Фанагории, Ни́копсисе (Νίκοψις) и Тама́тархе. Вероятно епархии в Зихополисе и Фанагории в скором времени были упразднены. По меньшей мере упоминания о них в позднее время не встречаются.
Первое упоминание о Зихийском епископе относятся к первой трети VI в. Известно, что епископ Зихии Дамиан (Δομιάνος Επίσκοπος Ζικχίας) участвовал в работе Константинопольского собора 536 года вместе с епископом Боспора Иоанном.
В нотициях VII−VIII веков епархиями Зихии (επαρχία Ζηκχίας) названы три автокефальные архиепископии: Херсонская, Боспорская (επαρχία της αυτής (то есть Ζηκχίας) ο Βοσπόρου) и Никопская (επαρχία της αυτής ο Νικόψεως), хотя, как утверждает Ю. А. Кулаковский, собственно епархией зихов из перечисленных могла быть названа только Никопсийская.
С Никопсисом церковь связывает предание об апостольской проповеди в землях Восточного Причерноморья учеников Христа Андрея Первозванного и Симона Кананита. Никопсис упоминается в «Житии апостола Андрея Первозванного», написанного Епифанием Монахом, совершившем паломничество по местам апостольской деятельности святого, в 20−30-е годы IX в. Согласно «Житию», Симон Кананит был убит зихами (черкесами) в Никопсисе в 55 году.
Упоминание о Зихийской епархии есть в житии Стефана Сурожского, составленного, по всей видимости, в скором времени после преставления святого, то есть во второй половине VIII века. Зихийская епархия упомянута, как место свободное от иконоборчества. Это «северные склоны Эвксинского понта (Чёрного моря), побережные области, лежащие по направлению к Зихийской епархии». 
С конца X века и до конца XI существует объединённая архиепископия Таматархи и Зихии с центром в Таматархе. Однако при императоре Алексее I Комнине (1081−1118) и патриархе Евстратий (1081−1084) кафедры вновь были разделены, при этом центром Зихийской архиепископии стал Никопсис. Впоследствии епархии были вновь объединены в архиепископию Зихии и Матрахи. Епархиальным центром остался Никопсис.
В конце XIII века статус Зихийской епархии был повышен до митрополии. Так как с 1318 года в источниках упоминается самостоятельный митрополит Зихии с титулом «Зихо-Матархского». Последние сведения о митрополите Зихии и Матархи «преосвященном» Иосифе относятся к 1396 г.
Что касается языка, на котором шло богослужение, то употребление местного наречия, по меньшей мере, встречалось достаточно широко. В начале XV века Иоганн Шильтбергер писал: «Земля черкесов населена христианами, исповедующими греческую веру», по греческому вероучению «служат Богу на языках ясском или асском и зихском или черкесском».

## Архиереи Зихийской епархии
Кроме епископа Дамиана, участвовавшего в соборе 536 года, известны имена ещё нескольких архиереев Зихов.
В 1984 и 1987 гг. при раскопках Тамани были найдены две свинцовые печати моливдовула, с надписью «Богородица, помоги Антонию, архиепископу Зихии». он же дважды упомянут в константинопольских патриарших актах. Предположительно, Антоний занимал Зихскую кафедру в 40-х−начале 50-х гг. XI в.
В конце XI−начале XII вв. на «Тмутороканскую» кафедру был возведен русский епископ, монах Киево-Печерского монастыря Николай, поставленный, очевидно, Константинопольской патриархией.
Известна печать ещё одного архиерея зихов Константина. Она относится к XII веку.
В конце XII века известен Феодосий. К 1276 году относится сообщение о намерении митрополита Зихии посетить в Крыму переселенцев из Зихии.
В 1285 томос против униатского патриарха Иоанна Векка подписал митрополит Василий. В 1310 году митрополит Зихии был низложен за симонию. 1317—1318 годах митрополит Зихии и Матрахи упоминается в патриарших актах. В сороковые годы XIV века — митрополит Зихии Каллиник участвует в борьбе против паламитов.
В 1365 митрополит Зихии и Матрахи упоминается в патриарших актах. Под 1394 годом упоминается митрополит Никодим. Последним известным предстоятелем Зихской кафедры является упомянутый в 1396 году митрополит Иосиф.

## Христианство в Зихии
Проповедь христианства среди зихов, по свидетельству многих источников, не приносила желаемых результатов. При этом чем дальше от побережья, тем скромнее были успехи проповеди. Так в начале IX века Епифаний Монах пишет, что зихи «народ жестокий и варварский, доныне наполовину неверующий». Католическая проповедь, начавшаяся после падения Константинополя в 1204 и развивавшаяся по мере проникновения итальянских республик в Северное Причерноморье, мало повлияла на быт и верования зихов. В 1395 году католический архиепископ Султании Иоганн Галонифонтибус, отмечает, что местное население отчасти соблюдает «греческие» обряды, но имеют и свои культы. Однако «своё» христианство адыги устойчиво сохраняли и во время господства в регионе Турции. Упоминания о священниках адыгах встречаются вплоть до XVI−XVII веков. Джорджо Интериано так описывает религиозный быт черкесов около 1500 года: «Знатные не ходят в храм до шестидесятилетнего возраста, ибо, живя, как и все они, грабежом, считают это недопустимым, дабы не осквернять церкви. По прошествии этого срока, или около того времени, они оставляют грабеж и тогда начинают посещать богослужения, которые в молодости слушают не иначе, как у дверей церкви, не слезая с коня … Священники у них служат, по-своему употребляя греческие слова и начертания, не понимая их смысла».